# Girolamo Grifoni
Girolamo Grifoni (Castel San Niccolò, 1403 (?) – Roma, 31 ottobre 1480) è stato un abate e giurista italiano.
Monaco camaldolese, giurista, abate di Sansepolcro e priore generale della Congregazione camaldolese.

## Biografia
Nato probabilmente a Castel San Niccolò, in Casentino, o nel suo territorio, è figlio di Tancredi e appartiene alla famiglia Grifoni, originaria della località Pagliariccio. Nulla al momento si conosce della sua formazione culturale, se non che consegue il titolo di «decretorum doctor».

### La famiglia Grifoni
La famiglia ha origine con ser Lorenzo, notaio, e Pierozzo figli di Matteo di Franceschino da Pagliericcio, villaggio posto nella valle del torrente Solano, in Casentino. Entrambi documentati tra il 1475 e il 1477, probabilmente sono imparentati con Battista di Agostino da Pagliericcio, che alla metà del XIV secolo godeva di una buona posizione sociale ed economica a Poppi. La loro discendenza assume il cognome Grifoni.

### Il priorato alla Vangadizza e l'abbaziato ad Avesa
Il monaco camaldolese Girolamo è tra i primi personaggi della famiglia a essere documentato con il cognome Grifoni.
Il 6 febbraio 1448, mentre è priore del monastero di San Pietro di Monte Liscari nella diocesi di Siena, è nominato dal priore generale dei Camaldolesi priore del monastero di Santa Maria della Vangadizza, in commenda al cardinale Lodovico Scarampi.
Successivamente diventa abate del monastero Santa Maria di Camaldolino di Avesa, in Diocesi di Verona.

### L’abbaziato a Sansepolcro
Dopo pochi anni di governo del monastero veneto viene promosso abate dell’importante monastero di San Giovanni Evangelista a Sansepolcro, nell’Alta Valle del Tevere, a capo di una rete monastica con ramificazioni delle diocesi di Città di Castello, Perugia e Assisi. Il suo abbaziato a Sansepolcro si protrae dal 1453 al 1480.
Il 25 settembre 1454 il papa indirizza «dilecto filio .. abbati monasterii Sancti Iohannis Evangeliste de Burgo Santi Sepulcri, Civitatis Castelli dyocesis» una lettera con la quale il Grifoni è incaricato di immettere il sacerdote Giacomo di Antonio della pieve di San Giustino, già familiare del cardinale Alberto di Sant’Eustachio, nel possesso del priorato della collegiata e parrocchia di San Lorenzo in Baldignano. Il 28 novembre 1454 il papa incarica il Grifoni, su richiesta di Mariotto Allegri, priore generale della Congregazione camaldolese, di introdurre la riforma camaldolese nel monastero di San Martino di Tifi, dell’Ordine di san Benedetto, eleggendone priore don Michele, attuale priore di San Martino di Chio. Nello stesso anno viene redatta da un monaco dell’abbazia, la Historia Burgi Sancti Sepulcri, testo storico e politico insieme che sostiene la causa dell’esenzione dell’abbazia di Sansepolcro dalla giurisdizione del vescovo di Città di Castello. Non è possibile stabilire se il Grifoni abbia avuto un qualche ruolo in questa operazione, ma successivamente non dimostrerà molto entusiasmo per questa causa.
Il 10 luglio 1456  conferisce la tonsura e i primi quattro ordini minori a Carlo di Battista dei Biffoli da Modigliana, Francesco di Giovanni di Bartolo da Stia, e Pietro di Minuccio di Gaspare del Casentino.
Il 30 marzo 1463 il Grifoni scrive a Cosimo de' Medici per indurlo a interessarsi della questione dell’indipendenza ecclesiastica dell’abbazia, lamentandosi per l’invalidamento di tutti i privilegi da parte del vescovo di Città di Castello e per la scomunica da questi rivoltagli e chiedendo a Cosimo di adoperarsi per riportare la pace a Sansepolcro, dilaniata dalle lotte tra le fazioni. Il Grifoni parla della «molestissima lite nostra col vescovo di Castello», ma afferma essere «più chiaro che la lucie che el vescovo di Castello à la medesima giurisdictione in questa terra che nel resto del vescovado suo, per vigore delle sententie contra di noi et de privilegi nostri revocati».
L’8 dicembre 1465 il vicario del vescovo di Città di Castello conferma l’elezione del rettore della chiesa di Santa Fiora, compiuta dagli abati di Anghiari, Giacomo da Arezzo, e di Sansepolcro, Girolamo Grifoni.

### Gli interventi per la chiesa abbaziale
Durante il suo abbaziato il Grifoni si interessa anche dell’assetto architettonico della grande chiesa abbaziale di Sansepolcro. Nel 1455 viene fusa una campana per il campanile dell’abbazia.
Il 16 agosto 1475 ottiene dal cardinale Giovanni Battista Zeno un'indulgenza di 100 giorni per la cappella della Beta Maria nella chiesa abbaziale, da lucrarsi nelle feste della Natività del Signore, della Pasqua di Resurrezione, della Pentecoste, del Corpus Domini e della Visitazione.
Nel 1477 entra in lite con la famiglia Dotti a proposito dell’abbattimento di alcune cappelle, di patronato della famiglia, aperte sulla loggia della transenna interna, poi ridotta in altezza. Durante questi anni viene rifatto l’esterno della cappella di San Leonardo nel chiostro del monastero.

### Priore generale della Congregazione camaldolese
Tra 1478 e 1480 è priore generale della Congregazione camaldolese. Nel 1480, poco prima di morire, si interessa per la stampa di 300 o 400 messali per tutto l’Ordine.
Muore a Roma il 31 ottobre 1480.